# Kaoru Kobayashi
Pour les articles homonymes, voir Kobayashi.
Kaoru Kobayashi (小林 薫, Kobayashi Kaoru), né Kyoto le 4 septembre 1951, est un acteur japonais.

## Biographie
Kaoru Kobayashi a remporté le prix du meilleur acteur au 30e festival du film de Yokohama pour Kyūka et le prix du meilleur acteur dans un second rôle au 8e Festival de Yokohama pour Sorobanzuku.
En 1984, Kaoru Kobayashi épouse l'actrice Nakamura Kumi (ja) dont il divorce en 1995. En décembre 2009, il se marie avec l'actrice et modèle Koyuki Katō, avec qui il a un fils en 2010.

## Filmographie partielle

### Au cinéma
- 1977 : Orin la proscrite (はなれ瞽女おりん, Hanare goze Orin?) de Masahiro Shinoda : le lieutenant Torazo Hakamada
- 1979 : Jūhassai, umi e (十八歳、海へ?) de Toshiya Fujita
- 1981 : Mayonaka no shōtaijō (真夜中の招待状?) de Yoshitarō Nomura
- 1981 : Kaze no uta o kike (風の歌を聴け?) de Kazuki Ōmori
- 1982 : Yajū deka (野獣刑事?) d'Eiichi Kudō
- 1983 : Second Love (セカンド・ラブ, Sekando rabu?) de Yōichi Higashi
- 1984 : Wangan dōro (湾岸道路?) de Yōichi Higashi
- 1984 : The Funeral (お葬式, Osōshiki?) de Jūzō Itami
- 1985 : Sorekara (それから?) de Yoshimitsu Morita
- 1985 : Koibumi (恋文?) de Tatsumi Kumashiro
- 1986 : Sorobanzuku (そろばんずく?) de Yoshimitsu Morita
- 1988 : Kanashi iro yanen (悲しい色やねん?) de Yoshimitsu Morita
- 1991 : La Rivière Shimanto (四万十川, Shimanto-gawa?) de Hideo Onchi
- 1993 : Chibusa (乳房?) de Kichitarō Negishi
- 1999 : Coquille (コキーユ, Kokiiyū?) de Shun Nakahara
- 1999 : Himitsu (秘密?) de Yōjirō Takita
- 1999 : Kuroi ie (黒い家?) de Yoshimitsu Morita
- 1999 : Sentakuki wa ore ni makasero (洗濯機は俺にまかせろ?) de Tetsuo Shinohara
- 2003 : Ashura no gotoku (阿修羅のごとく?) de Yoshimitsu Morita
- 2004 : Quill (クイール, Kuīru?) de Yōichi Sai
- 2006 : Kamiya Etsuko no seishun (紙屋悦子の青春?) de Kazuo Kuroki
- 2007 : Tokyo Tower: Mom and Me, and Sometimes Dad (東京タワー 〜オカンとボクと、時々、オトン〜, Tōkyō tawaa ~ okan to boku to, tokidoki, oton ~?) de Jōji Matsuoka
- 2008 : Kanki no uta (歓喜の歌?) de Jōji Matsuoka
- 2008 : Kyūka (休暇?) de Hajime Kadoi
- 2009 : Kamui, le ninja solitaire (カムイ外伝, Kamui gaiden?) de Yōichi Sai
- 2010 : Voyage avec Haru (春との旅, Haru tono tabi?) de Masahiro Kobayashi
- 2013 : Fune wo amu (舟を編む?) de Yūya Ishii
- 2015 : La Cantine de minuit (深夜食堂, Shin'ya shokudō?) de Jōji Matsuoka
- 2016 : La Cantine de minuit 2 (続・深夜食堂, Zoku shin'ya shokudō?) de Jōji Matsuoka
- 2017 : Kiseki: Anohi no sobito (キセキ あの日のソビト?) d'Atsushi Kaneshige (ja)
- 2018 : Nakimushi shottan no kiseki (泣き虫しょったんの奇跡?) de Toshiaki Toyoda
- 2020 : Nihon dokuritsu (日本独立?) de Shun’ya Itō
- 2021 : Hanataba mitaina koi o shita (花束みたいな恋をした?) de Nobuhiro Doi
- 2023 : Kubi (首?) de Takeshi Kitano : Tokugawa Ieyasu

### À la télévision
- 2003-2006 : La Clinique du Dr Koto : Shōichi Hoshino
- 2009 : Shin'ya shokudō (深夜食堂?) (série TV)
- 2011 : Carnation (en) (カーネーション, Kānēshon?)
- 2011 : Shin'ya shokudō 2 (深夜食堂2?) (série TV)
- 2014 : Shin'ya shokudō 3 (深夜食堂3?) (série TV)
- 2016 : Midnight Diner: Tokyo Stories (深夜食堂 -Tokyo Stories-, Shin'ya shokudō: Tokyo Stories?)（série Netflix)[1]
- 2023 : The Days (série Netflix)

## Doublage
- 1997 : Princesse Mononoké (もののけ姫, Mononoke hime?) de Hayao Miyazaki : Jiko
- 2006 : Les Contes de Terremer (ゲド戦記, Gedo Senki?) de Gorō Miyazaki : le roi
- 2023 : Le Garçon et le Héron (君たちはどう生きるか, Kimi-tachi wa dō ikiru ka?) de Hayao Miyazaki

## Distinctions

### Récompenses
- 1979 : Hōchi Film Award du meilleur nouvel acteur pour Jūhassai, umi e[2]
- 1986 : prix Kinema Junpō du meilleur acteur dans un second rôle pour Sorekara[3]
- 1986 : prix du meilleur acteur dans un second rôle pour Sorekara et Koibumi aux Japan Academy Prize[4]
- 1987 : prix du meilleur acteur dans un second rôle pour Sorobanzuku au festival du film de Yokohama
- 2008 : prix du meilleur acteur dans un second rôle pour Tokyo Tower: Mom and Me, and Sometimes Dad aux Japan Academy Prize[5]
- 2009 : prix du meilleur acteur pour Kyūka au festival du film de Yokohama

### Nominations
- 2000 : prix du meilleur acteur pour Himitsu aux Japan Academy Prize[6]